# Stilpon spinipes
Stilpon spinipes är en tvåvingeart som beskrevs av Axel Leonard Melander 1927. Stilpon spinipes ingår i släktet Stilpon och familjen puckeldansflugor. Inga underarter finns listade i Catalogue of Life.